# Schloss Blühnbach

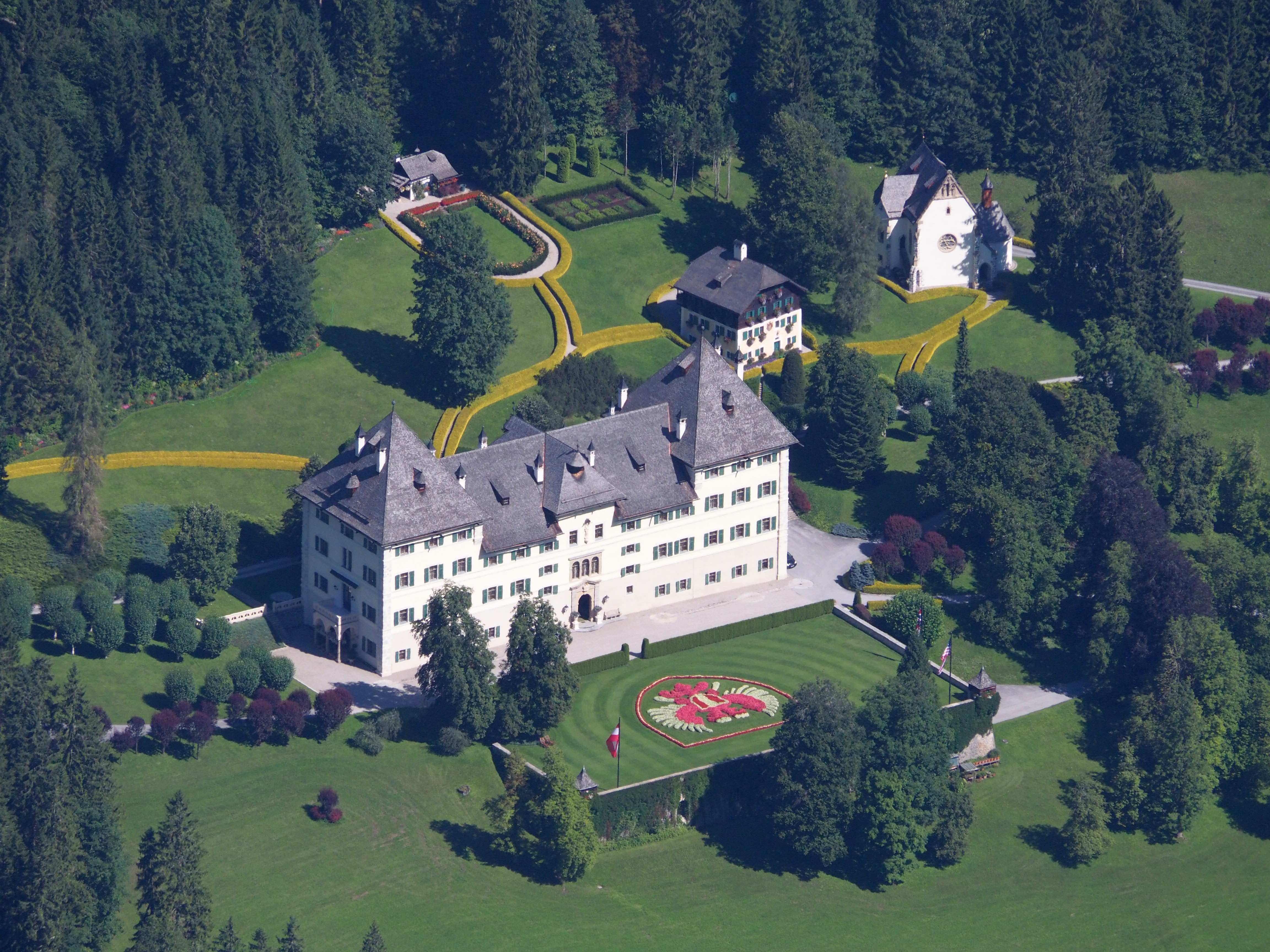
Schloss Blühnbach

Das Schloss Blühnbach befindet sich im Blühnbachtal bei Werfen im Bundesland Salzburg. Das Schloss ist in Privatbesitz und „hermetisch abgeriegelt“.

## Geschichte
1431 wurde von Erzbischof Johann II. ein Lehensbrief zu Pliembach ausgestellt, der erstmals diesen Namen enthielt. Dieser war mit folgender Legende verbunden: Als Erzbischof Hartwig in diesem Tal eine Kirche geweiht hatte, soll ein dürrer Zweig in seiner Hand Blüten ausgetrieben haben (daher Pluebach).
Ursprünglich war das Schloss ein hölzernes Jagdhaus, dessen erste urkundliche Erwähnung 1431 erfolgte. Fürsterzbischof Wolf Dietrich von Raitenau (1559–1617) ließ von 1603 bis 1607 das bis dahin hölzerne Jagdhaus zu einem gemauerten Jagdschloss ausbauen. Baumeister des hochfürstlichen Gepeys im Pliempach waren Ruep Eder, Andrä Maurer und Gabriel Prändtl. Allerdings verlor Blühnbach durch den Bau des Jagdschlosses Weitwörth im Flachgau an Bedeutung. Seit dem 18. Jahrhundert wurde es nur mehr als Gestüt verwendet. Erzbischof Hieronymus Colloredo ließ in der zweiten Hälfte des 18. Jahrhunderts einen zweiten Stock aufsetzen und das Schloss wieder bewohnbar machen. 1816 nach der endgültigen Angliederung Salzburgs an Österreich ging das Eigentum auf den Staatsärar über.
Das nunmehr ärarische Schloss wurde 1842 an die Adelige Jagdgesellschaft verpachtet, deren Mitglieder hier bis 1910 die Hochjagd ausübten. Als Hermann von Barth dort 1873 abstieg, war es „schon seit vielen Jahren im Pacht einer grossen Jagdgesellschaft meist österreichischer Fürsten und Cavaliere“, die für die Aufsicht über ihre wildreichen Reviere zahlreiche Jäger beschäftigten. „Von der Frau Oberjägerin, die hier eine vortreffliche Wirthschaft führt, geleitet, besichtigte ich die verschiedenen Cabinete der Jagdherren, zuletzt auch den prächtig eingerichteten Speisesaal in der nordwestlichen Ecke des Schlosses, Alles in reinsten Waidmannsstyle und doch luxuriös und comfortable zugleich. Der Tourist findet im Blühnbachschlosse stets gastfreundliche Aufnahme und vortreffliche Unterkunft“.
1908 erwarben die Habsburger den Besitz. Thronfolger Franz Ferdinand (1863–1914) ließ 1910 das Jagdschloss durch Dombaumeister Ludwig Simon umbauen beziehungsweise neu errichten und neu ausstatten, dabei wurden auch die Halleiner „Werkstätten für christliche Kunst und Kunstgewerbe“ beauftragt. Er ließ auch 14.000 Hektar Wald in eine von der Außenwelt hermetisch abgeschlossene und nur jagdlich genutzte Herrscherdomäne umwandeln; dies führte zu massiven Auseinandersetzungen mit der Bevölkerung und dem Alpenverein. Nach seiner Ermordung 1914 wurde das Schloss 1916 an die Familie von Gustav Krupp von Bohlen und Halbach verkauft und die Kinder des ermordeten Thronfolgers zum Teil entschädigt wie es in Schloss Artstetten dokumentiert ist.
Gustav Krupp von Bohlen und Halbach starb 1950 in Schloss Blühnbach, worauf es an seinen Sohn Alfried Krupp von Bohlen und Halbach fiel. Nach dessen Tod 1967 übernahm es dessen Sohn Arndt von Bohlen und Halbach. 1969 feierte dieser hier seine pompöse Hochzeit mit der Prinzessin Henriette Auersperg. Er verkaufte 1973 das Jagdgebiet im Hagengebirge an die Österreichischen Bundesforste. Nach dessen Tod 1986 kaufte 1988/89 der US-amerikanische Industrielle Frederick R. Koch (Koch Industries) das Schloss und nutzte es bis zu seinem Tod im Februar 2020 als Sommersitz. 2009 war Schloss Blühnbach in einer Dokumentation über die Krupp-Familie im ZDF zu sehen.

## Baulichkeit
Die nach Südosten weisende Mittelfront des Schlosses besteht aus mehreren Teilen. Ein rundbogiges Portal mit Ort- und Keilsteinen aus dem beginnenden 17. Jahrhundert wird von einem profilierten Flachgiebel überragt. Darüber ist eine neue Marienstatue zu sehen. Die anschließenden Teile sind nur dreistöckig ausgeführt, die Außenteile überragen wieder den Mittelteil. Entsprechend ist auch das Dach fünffach gegliedert. Die Schmalseite im Südwesten ist viergeschoßig und mit einem gotisierenden Portal, einer auf Säulen ruhenden Terrasse und einer romantisierenden Balustrade ausgestattet. Die Stockwerksgliederung erfolgt durch Doppelfaschen und gekuppelte Fenster. Dies ist typisch für Bauten aus der Zeit von Erzbischof Wolf Dietrich. Durch das untere Geschoß zieht sich eine Halle mit Tonnengewölben. In den ehemaligen Stallungen wurde eine Küche eingebaut. Über eine Freitreppe gelangt man im zweiten Stock in einen großen Saal, an den sich weite hallenartige Gänge anschließen.
Im Nordosten liegt das sogenannte Jägerhaus des Schlosses aus dem Jahr 1780. Zwei Geschoße sind gemauert, ein drittes ist aus Holz. An dem Haus ist das Wappen von Erzbischof Colloredo angebracht.

## Schlosskapelle
Die Kapelle von Schloss Blühnbach trägt den Namen St. Rupert im Blühnbachtal und wird seit 1582 genannt. Unter Erzherzog Franz Ferdinand wurde die ursprüngliche Kapelle, die Unserer Lieben Frau geweiht war, neugotisch umgebaut und zu einer Seitenkapelle einer neu errichteten größeren Kapelle des St. Rupert umfunktioniert. Die Einrichtung dafür wurde vom Erzherzog selbst zusammengetragen. Der „letzte Krupp“, Arndt von Bohlen und Halbach, wurde 1986 in der Gruft der Schlosskapelle beigesetzt.

## Umgebung
Die Blühnbachstraße von Tenneck bis zum Schloss ist nur für Fußgänger geöffnet. Ein Wanderwegweiser zeigt die Umgehung des Anwesens unterhalb des Schlosses zur Unteren Blühnbachstraße an.